# V Jump
V Jump (яп. ブイジャンプ буи дзямпу) — ежемесячный японский журнал о сёнэн-манге и новых видеоиграх, разработанных по мотивам манги. Выпускается издательством Shueisha с 1993 года как часть линейки журналов Jump (яп. ジャンプ дзямпу). Был создан вместо закрытого Hobby's Jump. В 2008 году продано 386 000 экземпляров, в 2011-м тираж составил более 390 000 экземпляров; в 2013-м продажи сократились до 346 667 экземпляров.

## Манга

### В процессе выхода
| Название                                                                                           | Автор                               | Первая глава                              |
| -------------------------------------------------------------------------------------------------- | ----------------------------------- | ----------------------------------------- |
| Boruto: Naruto Next Generations                                                                    | Масаси Кисимото, Микио Икэмото      | июль 2019 (перевод из Weekly Shonen Jump) |
| Dragon Ball Super (яп. ドラゴンボール超)                                                           | Акира Торияма                       | июнь 2015                                 |
| Digimon Xros Wars (яп. デジモンクロスウォーズ)                                                     | Акиёси Хонго, Юки Накасима          | июнь 2010                                 |
| Dragon Quest: Monsters Battle Road Victory (яп. ドラゴンクエスト モンスターバトルロードビクトリー) | Нахо Оиси, Осаму Канэко, Юдзи Хории | апрель 2010                               |
| Inumayuge De Ikō (яп. 犬マユゲでいこう)                                                            | Юко Итидзука                        | июнь 1994                                 |
| Monster Hunter Manga Poka Poka Airuu Mura (яп. モンハン漫画 ぽかぽかアイルー村)                    | Акихиро Кикути                      | май 2010                                  |
| Slime MoriMori (яп. スライムもりもり)                                                              | Осаму Канэко                        | октябрь 2003                              |
| Yu-Gi-Oh! 5D's (яп. 遊☆戯☆王５Ｄ’ｓ)                                                               | Масасиро Хикокубо, Масаси Сато      | сентябрь 2008                             |
| Yu-Gi-Oh! GX (яп. 遊☆戯☆王GX)                                                                      | Кадзуки Такахаси, Наоюки Кагэяма    | декабрь 2005                              |

### Выход завершён
- Bakuen CAMPUS Guardress
- Digimon Adventure V-Tamer 01
- Digimon Next
- Kinnikuman Nisei ~All Choujin Dai Shingeki~
- Viewtiful Joe
- Smash Bomber
- Shadow Lady
- Onmyou Taisenki
- Yu-Gi-Oh! R